# Amblyceps macropterus
Amblyceps macropterus és una espècie de peix de la família dels amblicipítids i de l'ordre dels siluriformes.

## Morfologia
- Els mascles poden assolir 4,9 cm de longitud total.
- Nombre de vèrtebres: 37.[5]

## Hàbitat
És un peix d'aigua dolça i de clima subtropical.

## Distribució geogràfica
Es troba a Àsia: conca del riu Hab (sud-oest del Pakistan).